# Bursche

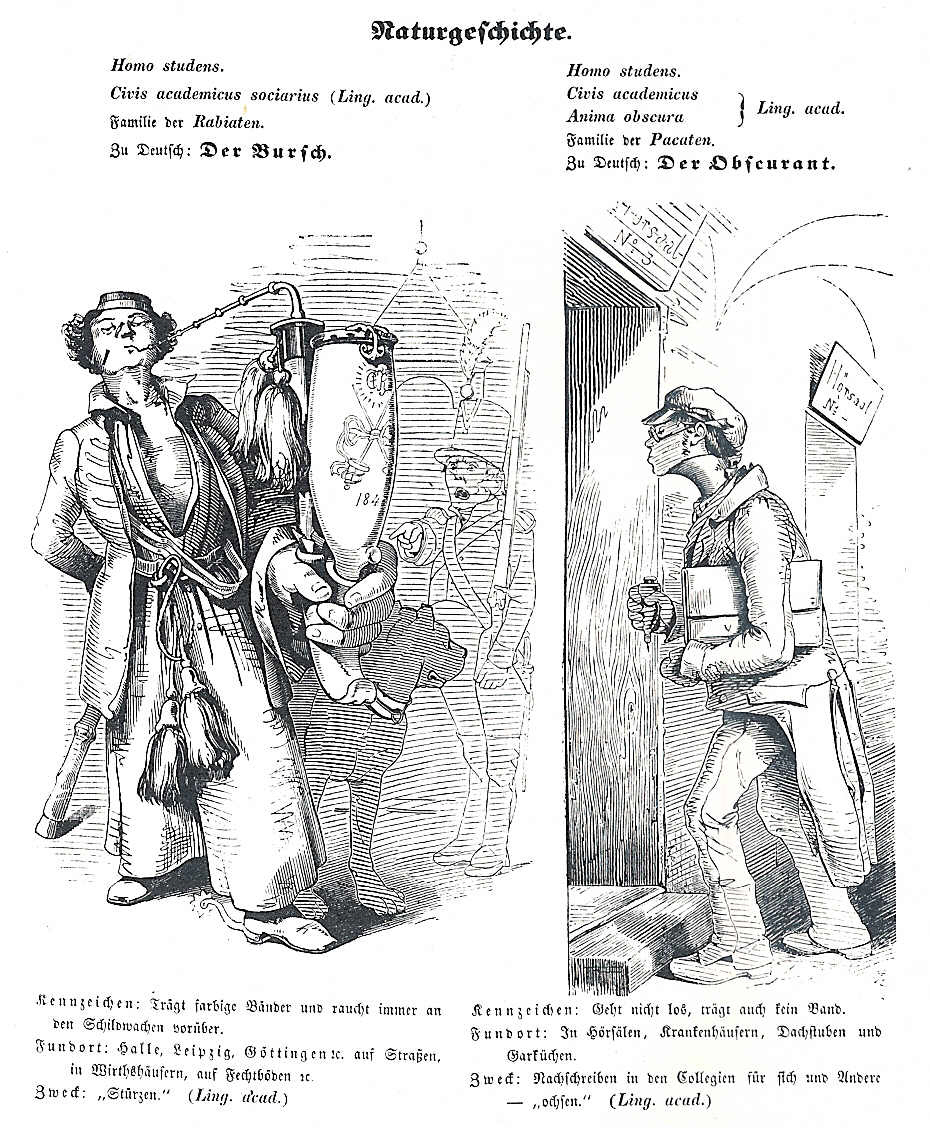
Naturgeschichte – Homo studens: Der Bursch, ein Student von echtem Schrot und Korn, der sich lässig gibt, die Obrigkeit provoziert und sich mit den verbotenen Insignien seiner Verbindung schmückt, wird hier dem Obskuranten gegenübergestellt, einem braven Studenten, der ordentlich seine universitären Veranstaltungen besucht. Anonymer Holzstich von 1845.

Bursche oder Bursch ist ein Wort, das heute in mehreren getrennten Bedeutungen im Begriffsfeld Schüler/Student, Knabe/Mann, Gehilfe/Knecht steht.

## Etymologie
Das Wort Bursche (Plural Burschen) oder Bursch (Plural Bursche) leitet sich wohl von Lateinisch bursa ‚Beutel‘ ab und bezeichnet ursprünglich allgemein eine finanzielle Gemeinschaft. Das Wort findet sich für Stipendiaten ebenso wie für bursgesell als Söldner, burs als Mitbelehntem. Dieselbe Bedeutung liegt auch der Börse, der finanziellen Interessengemeinschaft, zugrunde.

## Bursche im Studentenwesen
In den Bursen lebten und arbeiteten im Mittelalter die Studenten einer Hochschule. Die Gesamtheit der Bewohner einer Burse, Bursarii, Bursanten oder Bursgesellen, Bursale, auch Bursalis, Bursgesell und Bursenknecht wurde auch als die Bursch bezeichnet. Erst allmählich ist dieser Ausdruck auf den einzelnen Bewohner übertragen worden. Im 17. Jahrhundert tritt neuerlich ein Bedeutungswandel ein: Der Bursch(e) wurde allgemeiner Ausdruck für einen Studenten, beinahe synonym. Während der Ausdruck Student sich jedoch mehr auf den Aspekt des studierenden jungen Menschen bezog, beleuchtete der Ausdruck Bursch(e) mehr die Lebensart der Studenten in ihrer Freizeit und die damit verbundene sehr spezielle Kultur. Als „echter Bursch“ galt nur, wer sich in den Sitten und Gebräuchen der Studenten auskannte.
Trotzdem galt noch zu Anfang des 19. Jahrhunderts das Wort Burschenschaft als Synonym von Studentenschaft, wie man aus Reden auf dem Wartburgfest 1817 ersehen kann:

„Eben deßhalb müsst ihr euch keine Namen geben, welche dieser Universalität widersprechen. Nicht weiße, schwarze, rothe, blaue usf. müsst ihr euch nennen; denn das sind auch andere; auch nicht Teutonen müsst ihr euch nennen; denn Teutonen sind auch die andern. Euer Name sey, was ihr allein und ausschließlich seyd, nehmlich Studentenschaft oder Burschenschaft. Dazu gehört ihr alle, und niemand anders.“

### Bedeutungswandel in den Studentenverbindungen
Diese Bezeichnung steht im Gegensatz zu der Bezeichnung Fuchs bzw. Fux, mit der ein Student in etwa den ersten beiden Semestern belegt wird, der sich als Neuling diese Kultur erst aneignen muss und sich entsprechend unsicher benimmt.
Eine Bedeutungsverengung in der Studentensprache des 19. Jahrhunderts machte aus dem Begriff Bursche eine Bezeichnung für ein Vollmitglied einer Studentenverbindung, der seine Probezeit als Fuchs bzw. Fux erfolgreich hinter sich gebracht hat. Diese Konnotation ist auch heute noch in den meisten Studentenverbindungen üblich, auch wenn es keine – nur einen Teil der Gesamtheit aller studentischen Korporationen ausmachenden – Burschenschaften, sondern Corps, Landsmannschaften, Turnerschaften, Sängerschaften (etc.) sind.
Die sich auf die Werte und Grundsätze der Urburschenschaft beziehenden Studentenverbindungen bezeichnen sich als „Burschenschaften“, deren Mitglieder, aktive Studenten wie Alte Herren, „Burschenschafter“ genannt werden. Die Bezeichnung geht zurück auf die Gründer der Urburschenschaft, die einen Zusammenschluss aller Studenten, in der damaligen Bezeichnung Burschen, im Sinn hatten.

## Bedeutungswandel in der Allgemeinsprache: Junggeselle, Knabe
Im Gegenzug machte eine Bedeutungserweiterung in der deutschen Standardsprache, in die das Wort mittlerweile eingedrungen war, hieraus eine Bezeichnung für einen unverheirateten Mann (Jungmännerschaft) im Allgemeinen, und meinte damit ursprünglich die Junggesellen beiderlei Geschlechts (Dorfburschen = die ledigen Männer des Dorfs, Handwerksburschen = Lehrlinge und Gesellen, erst die Heirat berechtigt zur Meisterschaft) – dabei liegt der Fokus auf der Bedeutung unverheiratet, nicht auf jung: So hat sich das Wort von Altbursch oder altem Knaben (parallel zu alter Jungfer) erhalten.
In Süddeutschland, Österreich und Südtirol spricht man dialektal noch heute von bayerisch Burschen und Madeln, österreichisch Burschen und Dirndln (Madl Dim. zu Maid ‚Jungfrau‘; Dirndln ‚Mädchen, junge Frau, Jungfrau‘, etym. zu Dirne, ‚Dienstmagd‘, erst sekundär auf das Kleidungsstück übertragen). Später verliert sich der ursprüngliche Aspekt der Jungmänner, und Burschen und Mädeln steht bei Jugendlichen synonym zu Knaben und Mädchen – auf Kinder kann das Wort nicht angewandt werden, hier steht Oberdeutsch allgemein Bub.
In vielen Dörfern gibt es heute noch Burschenschaften (Burschenvereine).

## Bedeutungswandel in der Militärsprache: Ordonnanz
Als Offizierburschen standen im deutschen Heer den Offizieren aller Grade, Ärzten und Zahlmeistern zur persönlichen Bedienung überwiesene Soldaten des aktiven Dienststandes zu, welche nicht Gefreite sein durften. Jeder Offizier erhielt nur einen Offizierburschen. In Österreich Offiziersdiener genannt, zählten diese nicht zu den Kombattanten, sondern waren ausgehoben zum Dienst ohne Waffe. Berühmt geworden ist diese Funktion in der Rolle des braven Soldaten Schwejk.
Die Aufstellung der Reichswehr in der Weimarer Republik hatte das Ende der Offizierburschen in Deutschland zur Folge. Teile ihrer Aufgaben übernahmen die zum Aufwartungsdienst eingeteilten Soldaten.

## Ableitung als Dienstleistungsberuf: Zimmerbursch, Hausbursch
Vom Hausburschen des Offiziers geht der Begriff auf den des gehobenen Haushalts, und dann speziell auf die Hotellerie über. Hier bleibt das Wort in Gleichbedeutung mit dem Ausdruck Page ‚Hoteldiener‘ – das ebenfalls militärischen Ursprungs ist, als Schildknappe eines Ritters.
Heute verwendet man Zimmerbursche als Maskulinum von Zimmermädchen, Hausbursche als Maskulinum zu Hausmädchen als Dienstleistungsberuf.

## Bedeutungswandel zum Pejorativ
Adlige und Ritter gebrauchten das Wort Bursche auch als Schimpfwort, um etwa einen „üblen Burschen“ als solchen zu bezeichnen.
Denselben pejorativen Weg geht auch Maid zu Magd ‚Dienstmädchen‘, bleibt aber vor der Degradation zum Schimpfwort (wie Weib) verschont. Bube, synonym zu ‚Bursche, Knabe, Junge‘, zeigt sich aber ebenfalls als „Spitzbub, böser Bube“.

## Adjektivierung: burschikos
Das abgeleitete Adjektiv burschikos – ein Relikt aus einer scherzhaften studentischen Mode des 18. Jahrhunderts, die das Wort „Bursche“ ebenso wie andere Wörter mit Endungen auf „-ikos“ gräzisierte – bezeichnete ein Verhalten, ein Aussehen oder eine Sprache, die als typisch und angemessen für einen „ordentlichen“ Studenten betrachtet wurden. Burschikos stand auch im Gegensatz zu philiströs. Damit wurde das Verhalten oder Aussehen der Philister, also der nicht studierenden Bürger bezeichnet, auf die die „echten“ Burschen herabsahen.
Im Laufe der Sprachentwicklung änderte sich die Bedeutung in Richtung jungenhaft, knabenhaft, formlos, unkompliziert im Verhalten. Dieses Wort wird oft in Hinblick auf das Äußere und das Verhalten von Frauen verwendet und weist in diesem Sinn auf eine eher maskuline, jungenhafte Erscheinung hin.